# Провідна (Томина) неділя

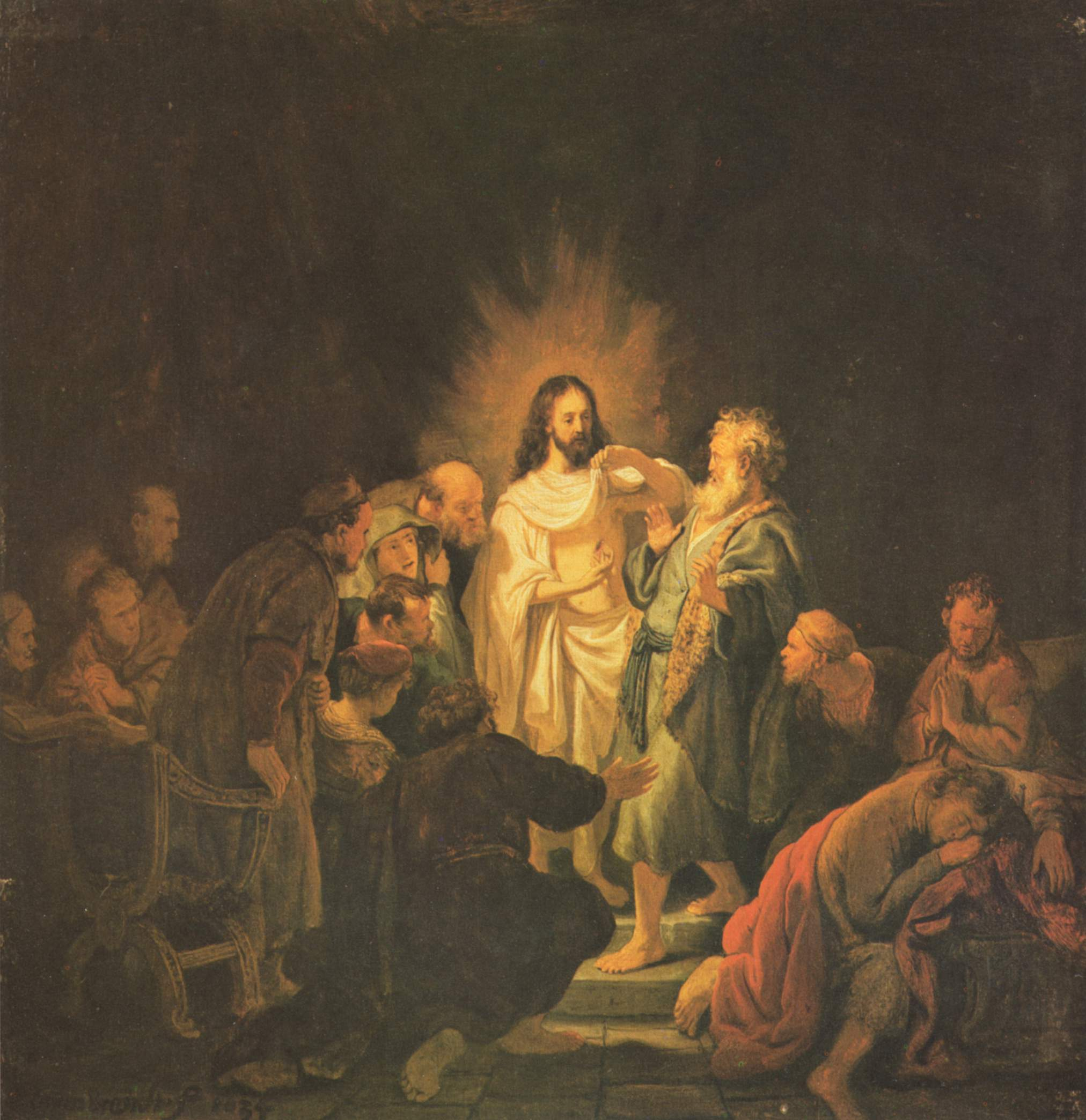
Рембрандт ван Рейн (1606–1669). Переконання святого Томи (1634).

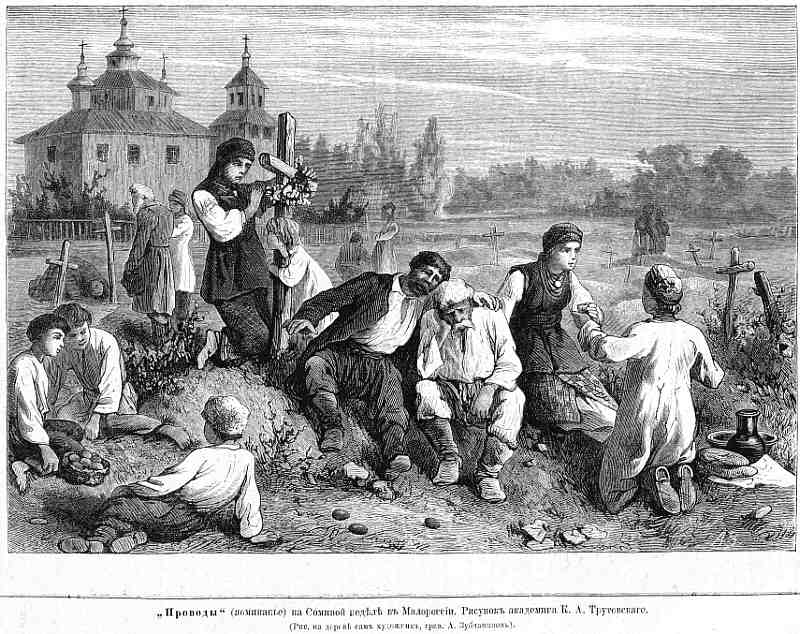
Костянтин Трутовський (1826-1893). Проводи на Томину неділю в Україні (1877).

Провідна (Томина) неділя, Антипасха, неділя Антипасхи (грец. Κυριακή τοῦ Ἀντίπασχα ἤτοι ἡ ψηλάφησις τοῦ ἁγίου Ἀποστόλου Θωμᾶ) — неділя після Великодня в Православній і Греко-католицьких церквах. Розпочинає Провідний тиждень, який через це в церковній традиції називається Томиним.
Назва походить від того, що у цей день під час Літургії читається Євангельський уривок про увірування апостола Томи (Фоми).
Згідно з Євангелієм від Івана (Ів. 20:19–29), Тома був відсутній під час першого одкровення Ісуса Христа апостолам по Воскресінні з мертвих. Дізнавшись від них, що Ісус воскрес із мертвих і приходив до них, Тома сказав: «Якщо не побачу на його руках знаків від цвяхів і не вкладу свого пальця у місце, де були цвяхи, а й руки моєї не вкладу в бік його, — не повірю!». З'явившись апостолам знову, Ісус запропонував Томі вкласти руку в свої рани, після чого Тома увірував, що Христос воістину воскрес, і вимовив: «Господь мій і Бог мій!» (Ів. 20:28). У відповідь воскреслий Христос сказав Томі: «Побачив мене, то й віруєш. Щасливі ті, які, не бачивши, увірували!» (Ів. 20:29). Досвід Томи є важливою складовою християнської концепції віри як однієї з найвищих чеснот людини.
У пам'ять про цю подію увесь тиждень після Великодня, як і 7-ий день після Воскресіння (перша неділя після Великодня), в церковній традиції вважається присвяченим апостолу Томі. Оскільки цей день є першою неділею після Великодня і завершує перший головний тиждень святкувань, наголошуючи на можливості чуттєвого усвідомлення тілесного Воскресіння Ісуса Христа, у церковному уставі він також отримав назву «Антипасха», тобто неділя, подібна до свята Великодня (дослівний переклад з грец. «Неділя подібна до Пасхи, яка є чуттєвим сприйняттям святого славного апостола Томи»).
При цьому грец. Αντίπασχα походить від грец. ἀντι- — префікса, що означає «проти», «протилежне положення, якість, стан, дія», і грец. πάσχα — Пасха.